# فارس حميتي
فارس حميتي  (1987 الجزائر) هو لاعب كرة قدم جزائري.

## روابط خارجية
- فارس حميتي على موقع قاعدة بيانات كرة القدم.إي يو (الإنجليزية)
- فارس حميتي على موقع Soccerway.com (الإنجليزية)